# Catechismo di Pio X
(Prime nozioni della fede cristiana)

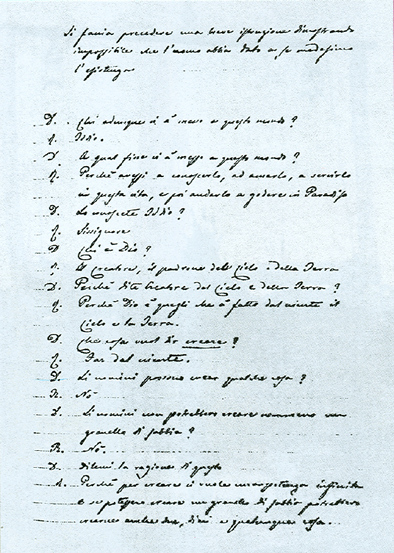
Pagina autografa del Catechismo redatta da Pio X.

Il Catechismo di Pio X è una sintesi di un catechismo unico del Congresso Catechistico Nazionale svolto a Piacenza nel 1889 e quando divenne papa Pio X, nella Cattedra di San Pietro dopo due anni, venne esposto come disciplina con l'enciclica Acerbo Nimis e richiesto per la diocesi di Roma; è strutturato in domande brevi con relativa risposta. Il testo fu successivamente adottato in tutta Italia.

## Caratteristiche generali
Il catechismo di Pio X detto più comunemente Catechismo di San Pio X dopo che l'autore divenne Santo come titolo originario Compendio della dottrina cristiana, meglio conosciuto come Catechismo Maggiore, nell'edizione del 1905, con 993 domande e risposte, e come Catechismo della dottrina cristiana nell'edizione del 1912, con 433 domande e risposte. Fu stampata anche l'edizione ridotta nota con il titolo Primi Elementi della Dottrina Cristiana dedicata in particolare a bambini e ragazzi, contenente un minor numero di domande ed era a volte corredata di illustrazioni che sono rimaste nella memoria di due generazioni di italiani. Domande e risposte venivano normalmente fatte imparare a memoria durante la catechesi, pur contenendo a volte dei concetti difficili: l'idea che stava alla base di questo sistema di insegnamento è che memorizzare queste domande sarebbe tornato utile ai bambini una volta raggiunta l'età adulta, quando ne avrebbero compreso pienamente il significato.

## Storia
Prima che San Pio X componesse i suoi vari catechismi, erano adottati altri catechismi: Dottrina cristiana breve e Dichiarazione più copiosa della dottrina cristiana, composti dall'illustre cardinale San Roberto Bellarmino, i quali furono per tre secoli i catechismi ufficiali della Chiesa cattolica; il Catechismo del Concilio di Trento o Catechismo Tridentino e il catechismo di Pietro Canisio che apparve nel 1555 sotto il titolo di Summa doctrinae christianae, fu pensato come una risposta a Martin Lutero e fu ristampato, soltanto nel periodo in cui Canisio visse, ben 200 volte. Un altro catechismo che precedette quello di Pio X e che è ad esso molto simile è quello composto dal beato Sebastiano Valfré (1629-1710), sempre articolato in domande e risposte, ma concepito più per il dialogo e la spiegazione, piuttosto che per la ripetizione a memoria.
Quella di Pio X è un'opera fatta realizzare elaborando un testo precedente, da lui scritto come metodo per l'insegnamento della dottrina ai ragazzi quando era ancora vescovo di Mantova, avendo a che fare principalmente con povera gente figlia di una società contadina. Va considerata quindi come un'opera figlia del suo tempo, studiata per essere compresa da una società dove ancora la cultura era poco diffusa.
Nel 1956 è stato scritto un manuale per la comprensione del Catechismo, Spiegazione del Catechismo di San Pio X, utile come guida per i catechisti o per la formazione dottrinale delle persone di ogni età.
Dopo il Concilio Vaticano Secondo il Catechismo di San Pio X cadde generalmente in disuso e fu progressivamente abbandonato, per poi essere ufficialmente sostituito dal Catechismo della Chiesa Cattolica, pubblicato nel 1992.
Al giorno d'oggi il Catechismo di Pio X viene considerato come uno dei simboli della Chiesa precedente il secondo Concilio Vaticano e ne fanno l'uso più attivo i cattolici tradizionalisti.

### Opinioni di Joseph Ratzinger sul Catechismo di Pio X
Nell'ambito di un'intervista rilasciata al mensile 30 Giorni nel 2003, il cardinale Joseph Ratzinger, futuro papa Benedetto XVI, dichiarò a proposito:
Nell'udienza generale del 18 agosto 2010 dichiarò:
(Udienza generale del 18 agosto 2010)

## Indici dei Catechismi di Papa San Pio X

### Compendio della Dottrina Cristiana

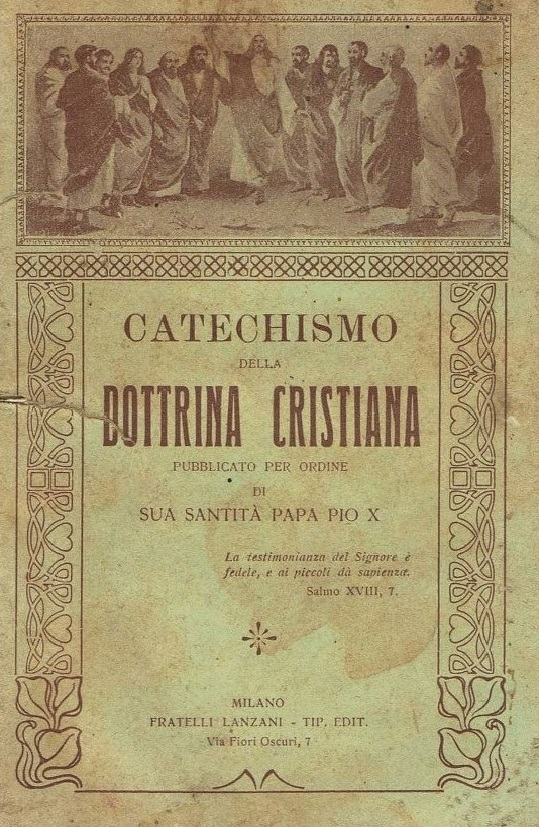
Catechismo della Dottrina Cristiana, un'edizione del 1913, Milano, Fratelli Lanzani Tipografi Editore

Al Signor Cardinale Pietro Respighi nostro Vicario generale (1905)
Catechismo Maggiore
Lezione Preliminare
Parte prima: Il Credo o Simbolo apostolico
Parte seconda: Dell'orazione
Parte terza: Dei comandamenti di Dio e della Chiesa
Parte quarta: Dei sacramenti
Parte quinta: Delle virtù principali
Istruzione sopra le feste del Signore, della B. Vergine e dei Santi
Parte prima: Delle feste del Signore
Parte seconda: Delle feste solenni della B. Vergine e delle feste dei Santi
Breve storia della religione
Principii e nozioni fondamentali
Parte prima: Sunto di storia dell'Antico Testamento
Parte seconda: Sunto di storia del Nuovo Testamento
Parte terza: Brevi cenni di storia ecclesiastica
Appendice: Preghiere e formule
Indice

### Catechismo della Dottrina Cristiana

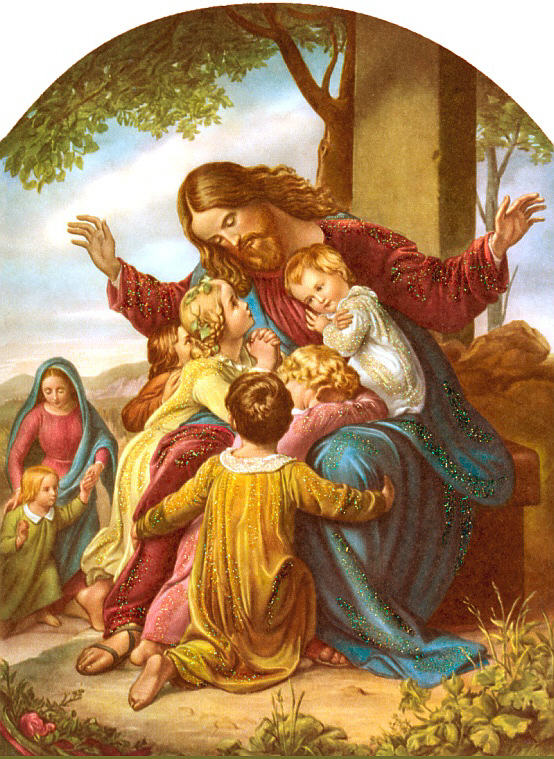
Gesù con i pargoli del pittore tedesco Carl Christian Vogel von Vogelstein, immagine adottata come copertina di Primi Elementi della Dottrina Cristiana di San Pio X.

Lettera di S.Pio X al Card. Respighi (1912)
Indulgenze
Preghiere e formule
Prime nozioni della fede cristiana
Parte I Credo ossia principali verità della fede cristiana
Parte II Comandamenti di Dio - Precetti della Chiesa - Virtù ossia morale cristiana
Parte III Mezzi della grazia - Sezione I - Sacramenti o mezzi produttivi
Parte III Mezzi della grazia - Sezione II - Orazione o mezzo impetrativo Capo unico
Appendice I Brevissimi cenni di storia della rivelazione divina
Appendice II Brevissimi cenni sulle feste cristiane - Anno ecclesiastico
Appendice III Avvertenze ai genitori e gli educatori cristiani
Indice generale

### Primi Elementi della Dottrina Cristiana
Indulgenze
Preghiere e formule
Verità principali della fede cristiana
Morale cristiana
Mezzi della grazia
Orazioni quotidiane
Per il santo sacrificio della Messa
Orazioni per la confessione e l'eucaristia
Indice delle materie